# Jardín de las Hierbas A. Rinaldi Ceroni

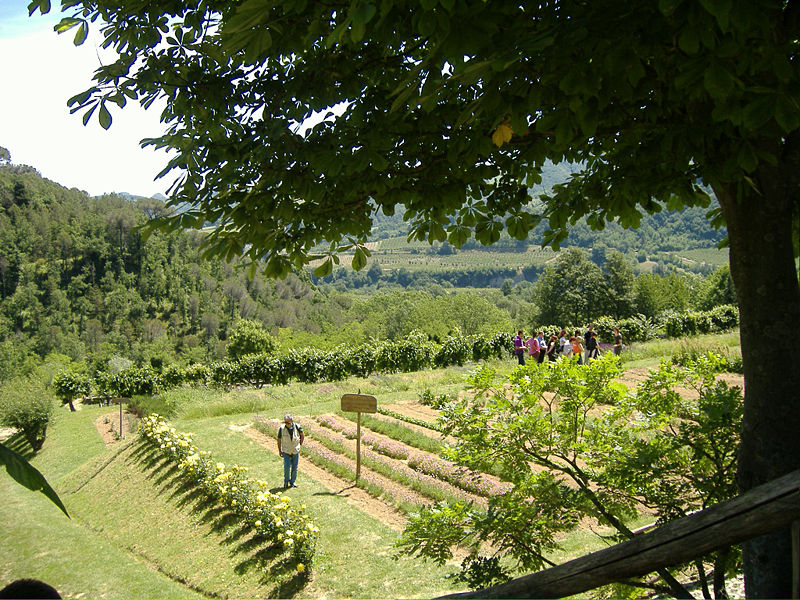
Vista del "Giardino delle Erbe".

El Jardín de las Hierbas A. Rinaldi Ceroni (en italiano: Giardino delle Erbe "A. Rinaldi Ceroni" anteriormente conocido como Giardino Officinale di Casola Valsenio) es un jardín botánico especializado en hierbas de 4 hectáreas de extensión, en Casola Valsenio, Italia.

## Localización
Giardino delle Erbe "A. Rinaldi Ceroni" Via del Corso 2/1, 48010 Casola Valsenio, Provincia de Ravenna, Emilia-Romagna,  Italia.44°13′0″N 11°37′0″E / 44.21667, 11.61667
Está abierto todos los días en los meses septiembre y octubre. Se cobra una tarifa de entrada.

## Historia
El jardín fue establecido en 1938 por el Profesor Augusto Rinaldi Ceroni (1913-1999) con fines de investigación y experimentación.
En 1975 la propiedad pasó a depender del gobierno regional, cuya administración pasó a ser asumida por la municipalidad de Casola Valsenio.

## Colecciones
Actualmente el jardín alberga más de 400 especies de hierbas  medicinales y aromáticas.